# Aleš Kunc
Aleš Kunc, né le 13 juillet 1973, à Ljubljana, en Slovénie, est un joueur de basket-ball slovène. Il évolue au poste de pivot. 